# Cerro Medusa
El cerro Medusa es un volcán limítrofe que está ubicado en las cercanías del nevado Ojos del Salado, en el departamento Tinogasta, noroeste de la provincia de Catamarca, Argentina y en la región de Atacama, Chile. Se encuentra exactamente entre los volcanes El Muerto y el Nevado Ojos del Salado. El volcán Medusa posee una altitud de 6120 m s. n. m. y es técnicamente fácil de escalar, no obstante las grandes distancias lo hacen poco frecuentado. En ocasiones suele ser confundido con el volcán del Viento, situado un poco más al sur.